# Procolobus preussi
Procolobus preussi (Проколобус Прейса) — вид приматів з роду Procolobus родини мавпові.

## Опис
Це тонкої будови тварина з довгим хвостом. Хутро червонувато-чорного кольору на спині і верхній частині голови. Хвіст і кінцівки яскраво-червоні.

## Поширення
Країни проживання: Камерун; Нігерія. Житель низовинних і середніх вологих лісів до 1400 м.

## Стиль життя
Мало що відомо про їх спосіб життя. Ймовірно, вони є денними і зазвичай зустрічаються на деревах. Живуть у великих групах, що складаються з кількох самців і самиць і потомства. Вони травоїдні й в основному харчуються молодим листям, фруктами і стеблами.

## Загрози та охорона
Серйозною загрозою для цього виду полювання і деградація середовища проживання. Цей таксон перерахований у Додатку II СІТЕС і класі B Африканської Конвенції про збереження природи і природних ресурсів. записаний в 3 охоронних територіях.